# Plantaginales
Plantaginales is een botanische naam, voor een orde in de tweezaadlobbige planten: de naam is gevormd uit de familienaam Plantaginaceae. Een orde onder deze naam wordt zelden erkend door systemen voor plantentaxonomie.
Het Cronquist-systeem (1981) gebruikte deze naam voor een orde, geplaatst in de onderklasse Asteridae, met de volgende samenstelling:
- orde Plantaginales
  - familie Plantaginaceae

In het APG II-systeem (2003) wordt deze familie (alhoewel met een andere samenstelling) ingedeeld in de orde Lamiales.